# Strabomantis
Strabomantis là một chi động vật lưỡng cư trong họ Strabomantidae, thuộc bộ Anura. Chi này có 16 loài và 56% bị đe dọa hoặc tuyệt chủng.

## Hình ảnh

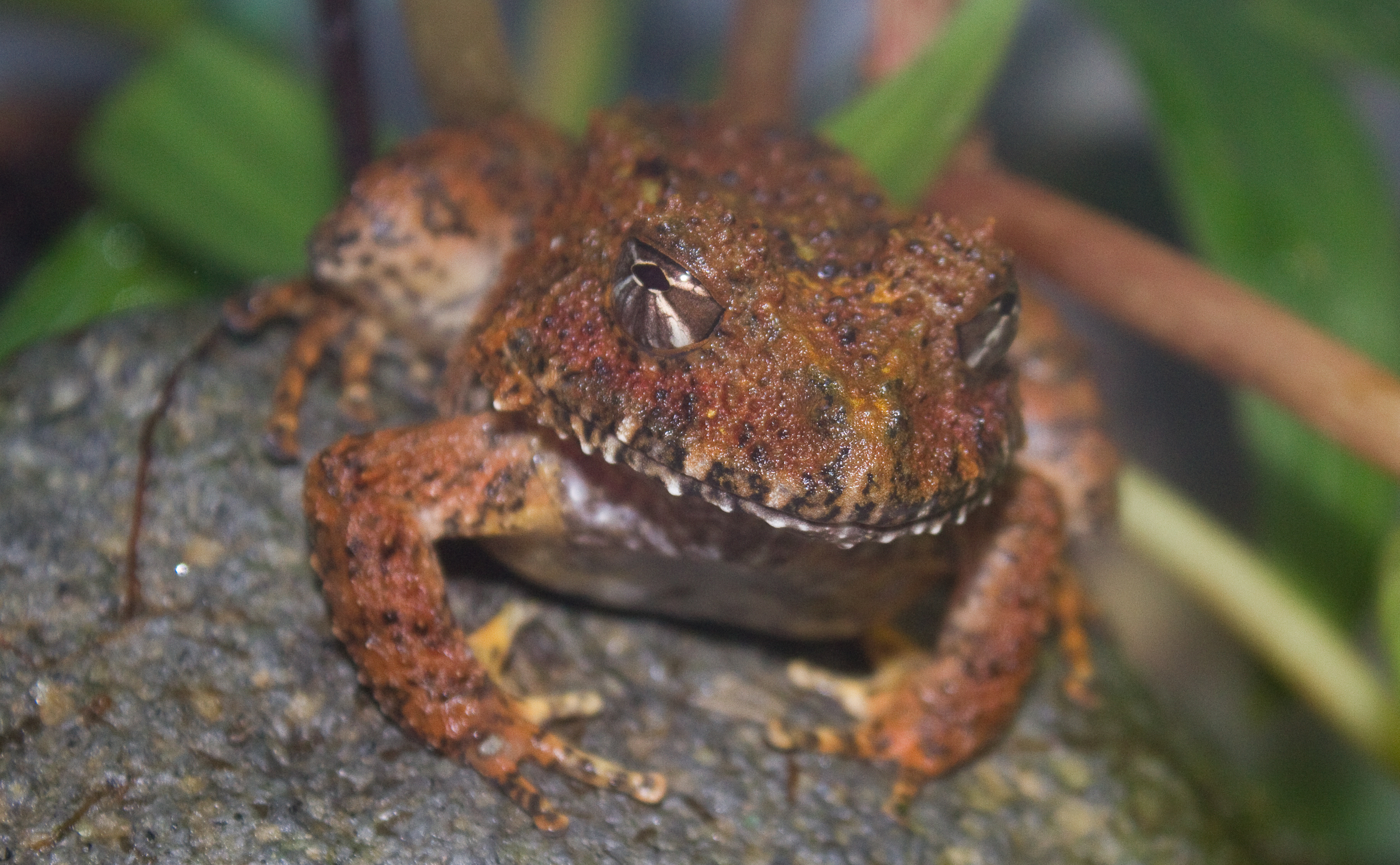